# La Bûche de Noël
 (juillet 2025).
Pour les articles homonymes, voir Bûche de Noël.
Pour plus de détails, voir Fiche technique et Distribution.
La Bûche de Noël est un court métrage d'animation belge écrit et réalisé par Stéphane Aubier et Vincent Patar et sorti en 2013.

## Distribution
Les voix sont de :
- Bruce Ellison : Indien
- Stéphane Aubier : Cowboy
- Vincent Patar : Cheval
- Benoît Poelvoorde : Steven
- Bouli Lanners : Père Noël / Facteur / Simon
- Frédéric Jannin : Gendarme / Cochon / Barman
- Véronique Dumont : Janine
- Philippe Résimont : Ane
- Blaise Ludik : Mouton
- Christelle Mahy : Vache
- Nicolas Buysse : Renne
- Eddy Tornado : Collègue gendarme
- Christine Grulois : Cliente shopping
- David Ricci : Jean-Claude / Ours
- Anne-Marie Loop : Martha
- Valérie de Waele : Laurent